# Massimo Livi Bacci
Massimo Livi Bacci (Florència, 9 de novembre del 1936-) és un demògraf, polític i docent italià.
Nascut en una família d'estudiosos en els camps de l'estadística, l'antropologia i la psiquiatria ell es va decantar per la demografia, exercint de professor de demografia a la Universitat de Florència des del 1966.
Des de l'any 2006 és senador al govern d'Itàlia, essent reelegit a les eleccions del 2008.